# Roger Somville
Roger Somville (Schaarbeek, 13 november 1923 – Tervuren, 31 maart 2014) was een Belgisch kunstschilder en ontwerper.

## Carrière
Somville groeide op in armoedige omstandigheden na de vroege dood van zijn vader. Hierdoor en onder invloed van zijn oom, een lithograaf, sloot hij zich aan bij de Communistische Partij van België. De Spaanse Burgeroorlog en de Tweede Wereldoorlog drukten een stempel op zijn leven.
Hij studeerde van 1940 tot 1942 aan de Koninklijke Academie voor Schone Kunsten van Brussel en van 1942 tot 1945 aan de École Nationale Supérieure d'Architecture et des Arts Décoratifs van Charles Counhaye. Onder diens invloed ontwikkelde hij een monumentale expressieve stijl. Hij was van 1958 tot 1986 directeur van de Academie voor Schone Kunsten in Watermaal-Bosvoorde.
In 1951 sloot hij zich aan bij La Jeune Peinture Belge. In datzelfde jaar
richtte hij samen met zijn echtgenote Simone Tits de "Céramique de Dour" op. Als een der leiders van het Neo-Realisme schreef hij de manifesten van 1958 en 1966. Na de meidagen van 1968 richtte hij in 1969 de "Mouvement réaliste" (Realistische Beweging) op.
Het bekendst zijn zijn muurschilderingen zoals "Notre temps" (1974-76) in het Brusselse metrostation Hankar, en
in de Université catholique de Louvain te Louvain-la-Neuve, (samen met het door hem opgerichte ‘Collectif d’art public’,) een werk van 410 m² rond het thema “wat is een intellectueel?”.
In 1946 richtte hij samen met zijn vrienden Edmond Dubrunfaut en Louis Deltour een ‘Centrum van vernieuwing van het wandtapijt van Doornik’ op. "Triomphe de la Paix" (Congressenpaleis van Brussel, 1963 is een van zijn bekendste ontwerpen).

## Galerij

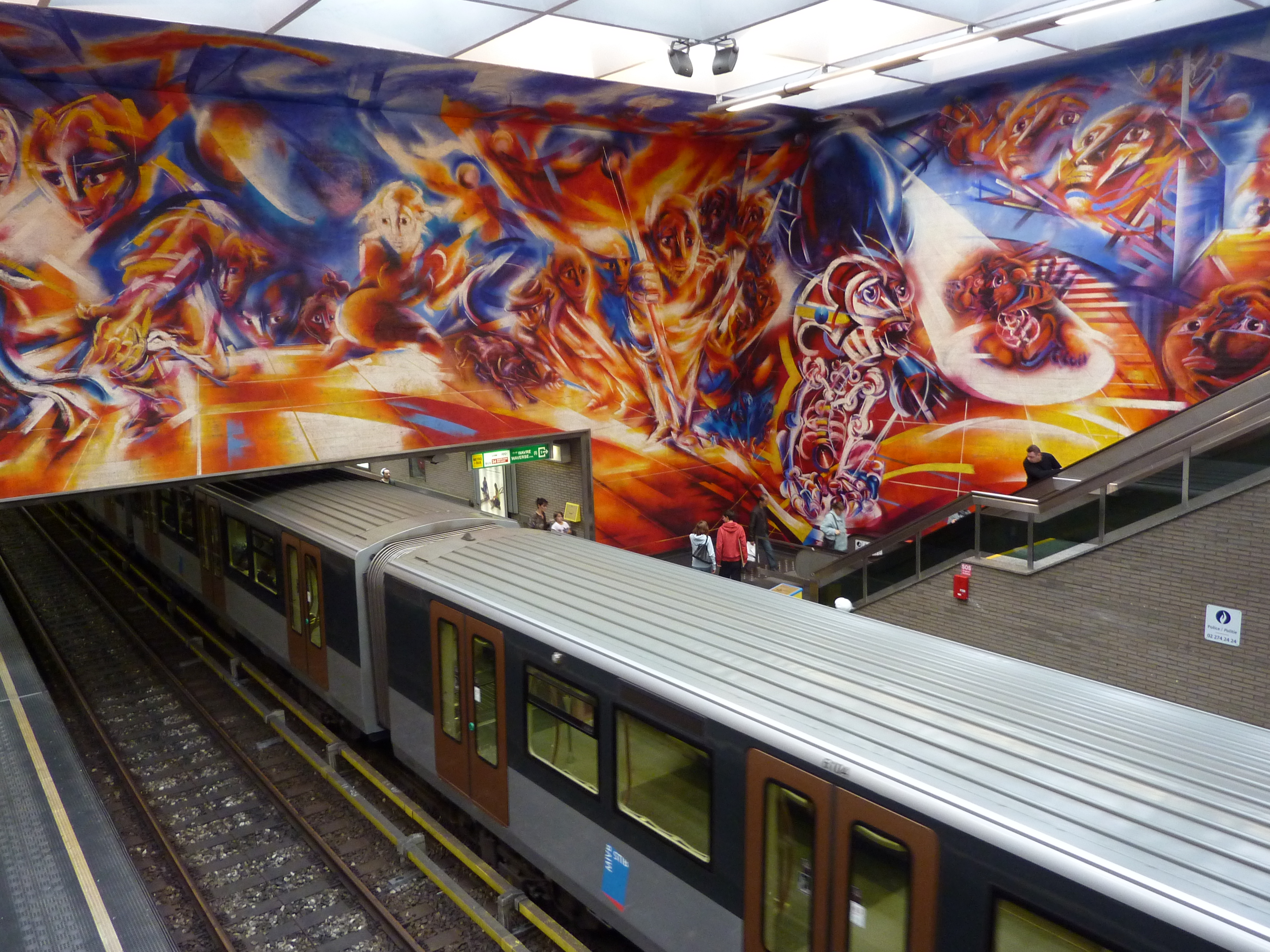
Werk in metrostation Hankar
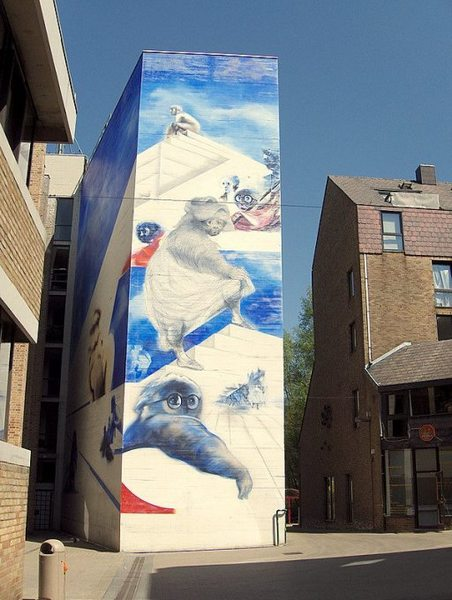
'Wat is een intellectueel?' (Louvain-la-Neuve)
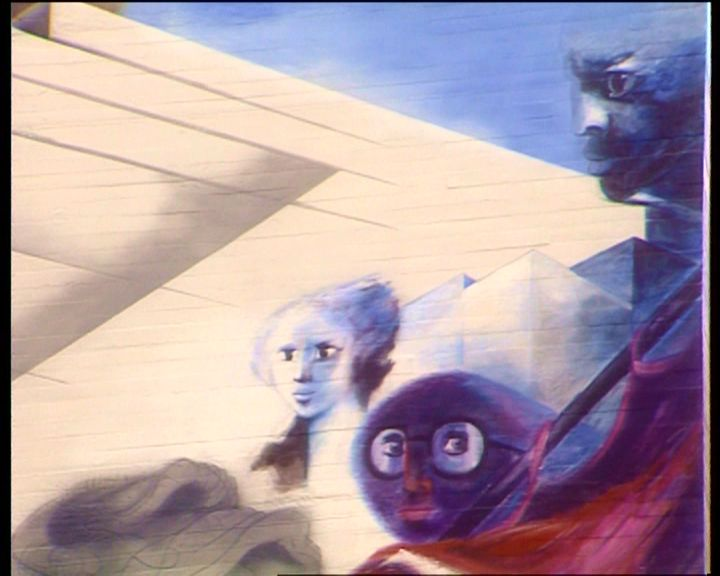
'Wat is een intellectueel?' (detail)
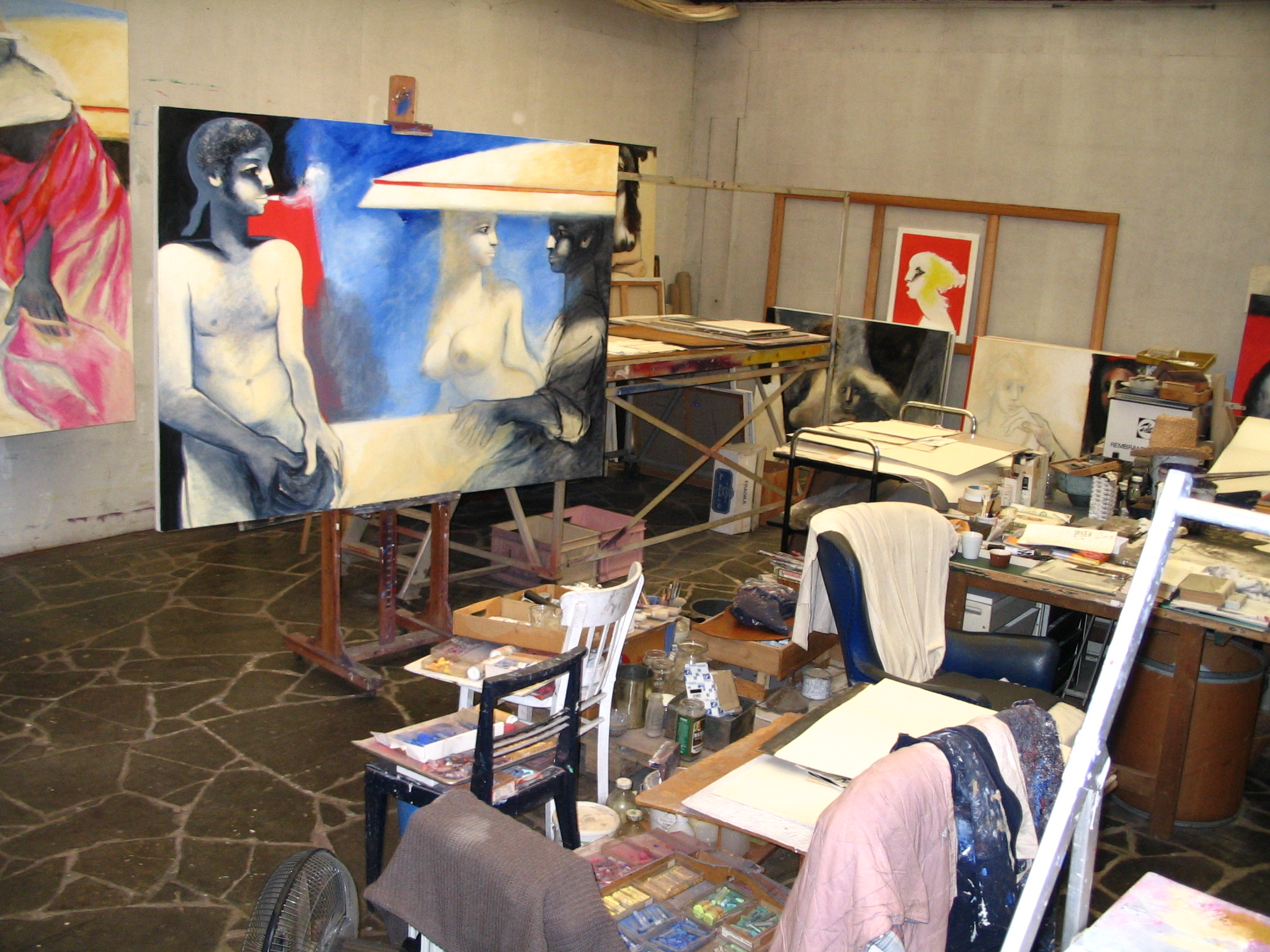
Het atelier van Somville